# 커스틴 프라이스
커스틴 프라이스(Kirsten Price, 1981년 11월 13일 ~ )는 미국의 포르노 배우, 모델, 텔레비전 사회자, 댄서이다. 2007 AVN상 여우조연상 수상자이다.